# Ksienija Łykina
Ksienija Łykina, ros. Ксения Лыкина (ur. 19 czerwca 1990 w Moskwie) – rosyjska tenisistka.

## Kariera tenisowa
Starty na zawodowych turniejach rozpoczęła w czerwcu 2005 roku, biorąc udział z dziką kartą w kwalifikacjach do turnieju ITF w czeskiej miejscowości Stare Splavy. Nie przeszła kwalifikacji, ale wystąpiła za to w pierwszej rundzie turnieju głównego w grze podwójnej. Rok później, na tym samym turnieju, w parze z Haną Birnerovą osiągnęła finał gry podwójnej, który jednak przegrała, natomiast w grze pojedynczej doszła do ćwierćfinału. W 2007 roku kontynuowała grę w zawodach rangi ITF, ale nie dotarła dalej niż do ćwierćfinału. Zagrała także jeden mecz w kwalifikacjach do turnieju WTA w ’s-Hertogenbosch, ale przegrała go z Meghann Shaughnessy.
Rok 2008 był rokiem przełomowym w karierze tenisistki. W styczniu, wraz z partnerką, Anastasiją Pawluczenkową osiągnęła wielki sukces, wygrywając juniorski Australian Open w grze podwójnej. We wrześniu natomiast wygrała swoje pierwsze turnieje w singlu i w deblu, wygrywając na jednym turnieju, we francuskim Clermont-Ferrand, zarówno w grze pojedynczej jak i podwójnej.
W lipcu 2009 roku wzięła udział w Letniej Uniwersjadzie w Belgradzie i zdobyła tam złoty medal w grze pojedynczej, pokonując w finale Klaudię Jans. Jeszcze tego samego roku, w sierpniu, zagrała w kwalifikacjach do turnieju wielkoszlemowego US Open, w których pokonała w pierwszych dwóch rundach Zuzanę Ondráškovą i Olhę Sawczuk, ale w decydującym o awansie meczu przegrała z Petrą Martić. Udanie natomiast przeszła kwalifikacje do turnieju WTA w Taszkencie i po raz pierwszy w karierze zagrała w turnieju głównym. Udział w turnieju zakończyła jednak już na pierwszej rundzie, przegrywając w niej z Akgul Amanmuradovą.
W 2010 roku startowała w eliminacjach do Roland Garros i US Open, ale w obu wypadkach kończyła swój udział na pierwszej rundzie.

## Wygrane turnieje ITF
| turnieje z pulą nagród 100 000 $   |
| turnieje z pulą nagród 75/80 000 $ |
| turnieje z pulą nagród 50/60 000 $ |
| turnieje z pulą nagród 25 000 $    |
| turnieje z pulą nagród 15 000 $    |
| turnieje z pulą nagród 10 000 $    |

### Gra pojedyncza
|    | Data       | Turniej          | Kat. | ($)    | Naw.      | Finalistka         | Wynik            |
| 1. | 28/09/2008 | Clermont-Ferrand | ITF  | 10 000 | twarda    | Samantha Schoeffel | 6:4, 6:4         |
| 2. | 17/05/2009 | Kurume           | ITF  | 50 000 | dywanowa  | Jelena Czałowa     | 7:5, 6:3         |
| 3. | 24/02/2013 | Mildura          | ITF  | 25 000 | trawiasta | Azra Hadzic        | 7:6(3), 6:3      |
| 4. | 15/05/2016 | Fukuoka          | ITF  | 50 000 | trawiasta | Kyoka Okamura      | 6:2, 6:7(2), 6:0 |
| 5. | 16/10/2016 | Makinohara       | ITF  | 25 000 | dywanowa  | Riko Sawayanagi    | 6:3, 6:3         |
| 6. | 03/06/2017 | Andiżan          | ITF  | 25 000 | twarda    | Anastasia Frolova  | 6:4, 3:6, 6:4    |

## Finały juniorskich turniejów wielkoszlemowych

### Gra podwójna (2)
| Końcowy wynik | Rok  | Turniej         | Nawierzchnia | Partnerka           | Przeciwniczki                       | Wynik finału |
| Finalistka    | 2007 | US Open         | Twarda       | Oksana Kalasznikowa | Ksienija Mileuska Urszula Radwańska | 1:6, 2:6     |
| Zwyciężczyni  | 2008 | Australian Open | Twarda       | A. Pawluczenkowa    | Elena Bogdan Misaki Doi             | 6:0, 6:4     |